# Creuzburg
Creuzburg is een stad en was gemeente in de Duitse deelstaat Thüringen, en maakt deel uit van de Wartburgkreis.
Creuzburg telt 2.305 inwoners (2018).
Creuzburg is de geboortestad van de Duitse componist en theoreticus Michael Praetorius. De gemeente omvatte naast de stad Creuzburg de kernen Scherbda en Ebenau. De gemeente Creuzburg ging op 1 januari 2020 op in de nieuwgevormde gemeente Amt Creuzburg.

## Geboren in Creuzburg
- Michael Praetorius (1571-1621), componist

Amt Creuzburg ·
Bad Liebenstein ·
Bad Salzungen ·
Barchfeld-Immelborn ·
Berka v. d. Hainich ·
Bischofroda ·
Buttlar ·
Dermbach ·
Eisenach ·
Empfertshausen ·
Geisa ·
Gerstengrund ·
Gerstungen ·
Hörselberg-Hainich ·
Kaltennordheim ·
Krauthausen ·
Krayenberggemeinde ·
Lauterbach ·
Leimbach ·
Nazza ·
Oechsen ·
Ruhla ·
Schleid ·
Seebach ·
Treffurt ·
Unterbreizbach ·
Vacha ·
Weilar ·
Werra-Suhl-Tal ·
Wiesenthal ·
Wutha-Farnroda